# Maria Ferdinanda di Sassonia
Maria Ferdinanda di Sassonia (Dresda, 27 aprile 1796 – Boemia, 3 gennaio 1865) fu principessa di Sassonia per nascita e granduchessa di Toscana per matrimonio, fu la seconda moglie di Ferdinando III di Toscana.

## Biografia

### Primi anni

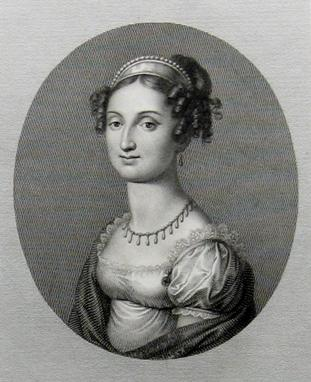
Maria Ferdinanda, granduchessa di Toscana, ritratta nel 1822

Maria Ferdinanda di Sassonia era la seconda figlia del principe Massimiliano di Sassonia, figlio dell'elettore Federico Cristiano di Sassonia e della principessa Maria Antonia di Baviera, e di Carolina di Borbone-Parma, figlia del duca Ferdinando I di Parma e dell'arciduchessa Maria Amalia d'Asburgo-Lorena. Dunque, per parte paterna, la principessa Maria Ferdinanda era pronipote del re Augusto III di Polonia e di Maria Giuseppa d'Austria, mentre per parte materna, era pronipote dell'imperatore Francesco I di Lorena e di Maria Teresa d'Austria.
I suoi fratelli saranno Maria Amalia, una compositrice di talento, Giovanni, futuro re di Sassonia, Federico Augusto, futuro re di Sassonia, Maria Anna, futura granduchessa di Toscana, Maria Giuseppa, futura regina di Spagna, e i principi Clemente e Maria Carlotta.
Il 16 novembre 1817, sua sorella minore, Maria Anna Carolina, convolò a nozze con Leopoldo, gran principe di Toscana e futuro granduca con il nome di Leopoldo II. Quattro anni dopo, dal momento che Leopoldo e Maria Anna Carolina non avevano ancora avuta progenie, il padre del giovane sposo, il granduca Ferdinando III di Toscana, rimasto vedovo della principessa Luisa Maria Amalia di Borbone-Due Sicilie nel 1802, decise di sposare la sorella maggiore di sua nuora nella speranza di avere un altro erede (in quegli anni Leopoldo soffriva di non precisati disturbi e i medici temevano per la sua vita).

### Matrimonio

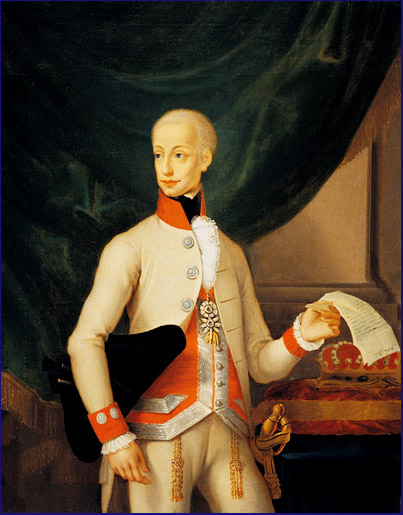
Il marito Ferdinando III di Toscana

Il 6 maggio 1821, la principessa Maria Ferdinanda, che aveva venticinque anni, sposò Ferdinando III, maggiore di lei di ben ventisette anni: il giorno del matrimonio cadeva infatti il cinquantaduesimo compleanno del granduca.
In virtù di questo matrimonio la principessa sassone divenne granduchessa di Toscana; inoltre, Maria Ferdinanda divenne matrigna di suo cognato Leopoldo, che aveva soltanto un anno in meno di lei, e suocera di sua sorella Maria Anna Carolina.

### Granduchessa vedova di Toscana
Dal matrimonio con Ferdinando III non nacquero figli e il granduca si spense il 18 giugno 1824: Maria Ferdinanda divenne vedova all'età di ventotto anni. Dopo la morte di Ferdinando, Leopoldo salì al trono e la sorella di Maria Ferdinanda divenne la nuova granduchessa di Toscana.
Maria Ferdinanda non si risposò mai e mantenne il titolo di granduchessa vedova di Toscana. La sorella Maria Anna Carolina morì di tubercolosi nel 1832 senza aver dato un erede maschio e il granduca Leopoldo II si risposò nel 1833 con la giovane principessa Maria Antonietta di Borbone.
Il 27 aprile 1859, proprio il giorno del sessantatreesimo compleanno di Maria Ferdinanda, i moti fiorentini posero fine al dominio degli Asburgo-Lorena in Toscana. Su tre carrozze la famiglia reale partì da Palazzo Pitti, uscendo per la porta di Boboli, verso la strada di Bologna. I sovrani detronizzati andarono a Vienna, alla corte di Francesco Giuseppe d'Austria. La moglie dell'imperatore, Elisabetta di Baviera (la famosa principessa Sissi), non gradì l'invasione di questi parenti italiani.
La granduchessa vedova Maria Ferdinanda si spense il 3 gennaio 1865, a quasi sessantanove anni nel castello di Brandýs, proprietà privata del ramo toscano degli Asburgo in Boemia. Fu sepolta nella Cripta Imperiale di Vienna vicino alla granduchessa Luisa Maria Amalia. Trentatré anni dopo, accanto a loro, fu sepolta anche l'ultima granduchessa, Maria Antonietta.

## Ascendenza
|                                               |                          |                                              | Genitori                                      |  |  | Nonni |  |  | Bisnonni               |  |  | Trisnonni        |  |
|                                               |                          |                                              |                                               |  |  |       |  |  | Augusto III di Polonia |  |  | Augusto il Forte |  |
|                                               |                          |                                              |                                               |  |  |       |  |  | Augusto III di Polonia |  |  | Augusto il Forte |  |
|                                               |                          | Cristiana Eberardina di Brandeburgo-Bayreuth |                                               |  |  |       |  |  | Augusto III di Polonia |  |  |                  |  |
| Federico Cristiano, Elettore di Sassonia      |                          |                                              |                                               |  |  |       |  |  | Augusto III di Polonia |  |  |                  |  |
|                                               |                          | Arciduchessa Maria Giuseppa d'Austria        | Giuseppe I, Sacro Romano Imperatore           |  |  |       |  |  |                        |  |  |                  |  |
|                                               |                          | Arciduchessa Maria Giuseppa d'Austria        | Giuseppe I, Sacro Romano Imperatore           |  |  |       |  |  |                        |  |  |                  |  |
|                                               |                          | Arciduchessa Maria Giuseppa d'Austria        | Guglielmina Amalia di Brunswick-Lüneburg      |  |  |       |  |  |                        |  |  |                  |  |
| Massimiliano, Principe Ereditario di Sassonia |                          | Arciduchessa Maria Giuseppa d'Austria        |                                               |  |  |       |  |  |                        |  |  |                  |  |
|                                               |                          | Carlo VII, Sacro Romano Imperatore           | Massimiliano II Emanuele, Elettore di Baviera |  |  |       |  |  |                        |  |  |                  |  |
|                                               |                          | Carlo VII, Sacro Romano Imperatore           | Massimiliano II Emanuele, Elettore di Baviera |  |  |       |  |  |                        |  |  |                  |  |
|                                               |                          | Carlo VII, Sacro Romano Imperatore           | Teresa Cunegonda Sobieska di Polonia          |  |  |       |  |  |                        |  |  |                  |  |
| Duchessa Maria Antonia di Baviera             |                          | Carlo VII, Sacro Romano Imperatore           |                                               |  |  |       |  |  |                        |  |  |                  |  |
|                                               |                          | Arciduchessa Maria Amalia d'Austria          | Giuseppe I, Sacro Romano Imperatore           |  |  |       |  |  |                        |  |  |                  |  |
|                                               |                          | Arciduchessa Maria Amalia d'Austria          | Giuseppe I, Sacro Romano Imperatore           |  |  |       |  |  |                        |  |  |                  |  |
|                                               |                          | Arciduchessa Maria Amalia d'Austria          | Guglielmina Amalia di Brunswick-Lüneburg      |  |  |       |  |  |                        |  |  |                  |  |
| Maria Ferdinanda di Sassonia                  |                          | Arciduchessa Maria Amalia d'Austria          |                                               |  |  |       |  |  |                        |  |  |                  |  |
|                                               | Filippo I, Duca di Parma | Filippo V di Spagna                          |                                               |  |  |       |  |  |                        |  |  |                  |  |
|                                               | Filippo I, Duca di Parma | Filippo V di Spagna                          |                                               |  |  |       |  |  |                        |  |  |                  |  |
|                                               | Filippo I, Duca di Parma | Elisabetta Farnese                           |                                               |  |  |       |  |  |                        |  |  |                  |  |
| Ferdinando I, Duca di Parma                   | Filippo I, Duca di Parma |                                              |                                               |  |  |       |  |  |                        |  |  |                  |  |
|                                               |                          | Luisa Elisabetta di Francia                  | Luigi XV di Francia                           |  |  |       |  |  |                        |  |  |                  |  |
|                                               |                          | Luisa Elisabetta di Francia                  | Luigi XV di Francia                           |  |  |       |  |  |                        |  |  |                  |  |
|                                               |                          | Luisa Elisabetta di Francia                  | Maria Leszczyńska                             |  |  |       |  |  |                        |  |  |                  |  |
| Principessa Carolina di Parma                 |                          | Luisa Elisabetta di Francia                  |                                               |  |  |       |  |  |                        |  |  |                  |  |
|                                               |                          | Francesco I, Sacro Romano Imperatore         | Leopoldo, Duca di Lorena                      |  |  |       |  |  |                        |  |  |                  |  |
|                                               |                          | Francesco I, Sacro Romano Imperatore         | Leopoldo, Duca di Lorena                      |  |  |       |  |  |                        |  |  |                  |  |
|                                               |                          | Francesco I, Sacro Romano Imperatore         | Elisabetta Carlotta d'Orléans                 |  |  |       |  |  |                        |  |  |                  |  |
| Arciduchessa Maria Amalia d'Austria           |                          | Francesco I, Sacro Romano Imperatore         |                                               |  |  |       |  |  |                        |  |  |                  |  |
|                                               |                          | Maria Teresa d'Austria                       | Carlo VI, Sacro Romano Imperatore             |  |  |       |  |  |                        |  |  |                  |  |
|                                               |                          | Maria Teresa d'Austria                       | Carlo VI, Sacro Romano Imperatore             |  |  |       |  |  |                        |  |  |                  |  |
|                                               |                          | Maria Teresa d'Austria                       | Elisabetta Cristina di Brunswick-Wolfenbüttel |  |  |       |  |  |                        |  |  |                  |  |
|                                               |                          | Maria Teresa d'Austria                       |                                               |  |  |       |  |  |                        |  |  |                  |  |